# Faro bianco di Skagen
Il faro bianco di Skagen (in danese: Det Hvide Fyr i Skagen) è un faro non più in funzione situato di poco a nord della città di Skagen, all'estremità settentrionale dello Jutland, in Danimarca. Alto 21 m, è stato operativo dal 1747 al 1858, quando è stato sostituito dal faro grigio di Skagen.

## Storia
Progettato da Philip de Lange, è stato il primo faro in Danimarca ad essere costruito in mattoni. La torre ottagonale, inizialmente in mattoni rossi grezzi, è stata dipinta di bianco all'inizio del XIX secolo. Originariamente, il faro era alimentato a carbone, il quale veniva trasportato attraverso un pozzo interno e posto in un cestello per il fuoco. Nel 1835, l'olio di colza ha sostituito il carbone e il faro è stato dotato di uno specchio parabolico.
Nel 1858, è stato dismesso e sostituito dal faro grigio, situato 2 km più a nord sul promontorio di Skagen. Dal 1871, il faro bianco è stato utilizzato come stazione di segnalazione per avvertire i marinai della presenza di ghiaccio o della mancanza di navi-faro.
Sul sito del comune di Frederishavn è possibile noleggiare il faro come sede di mostre artistiche.